# Australiteuthidae
Australiteuthidae zijn een familie van weekdieren uit de orde van de  Myopsida .

## Geslacht
- Australiteuthis C. C. Lu, 2005